# Mara (folktroväsen)

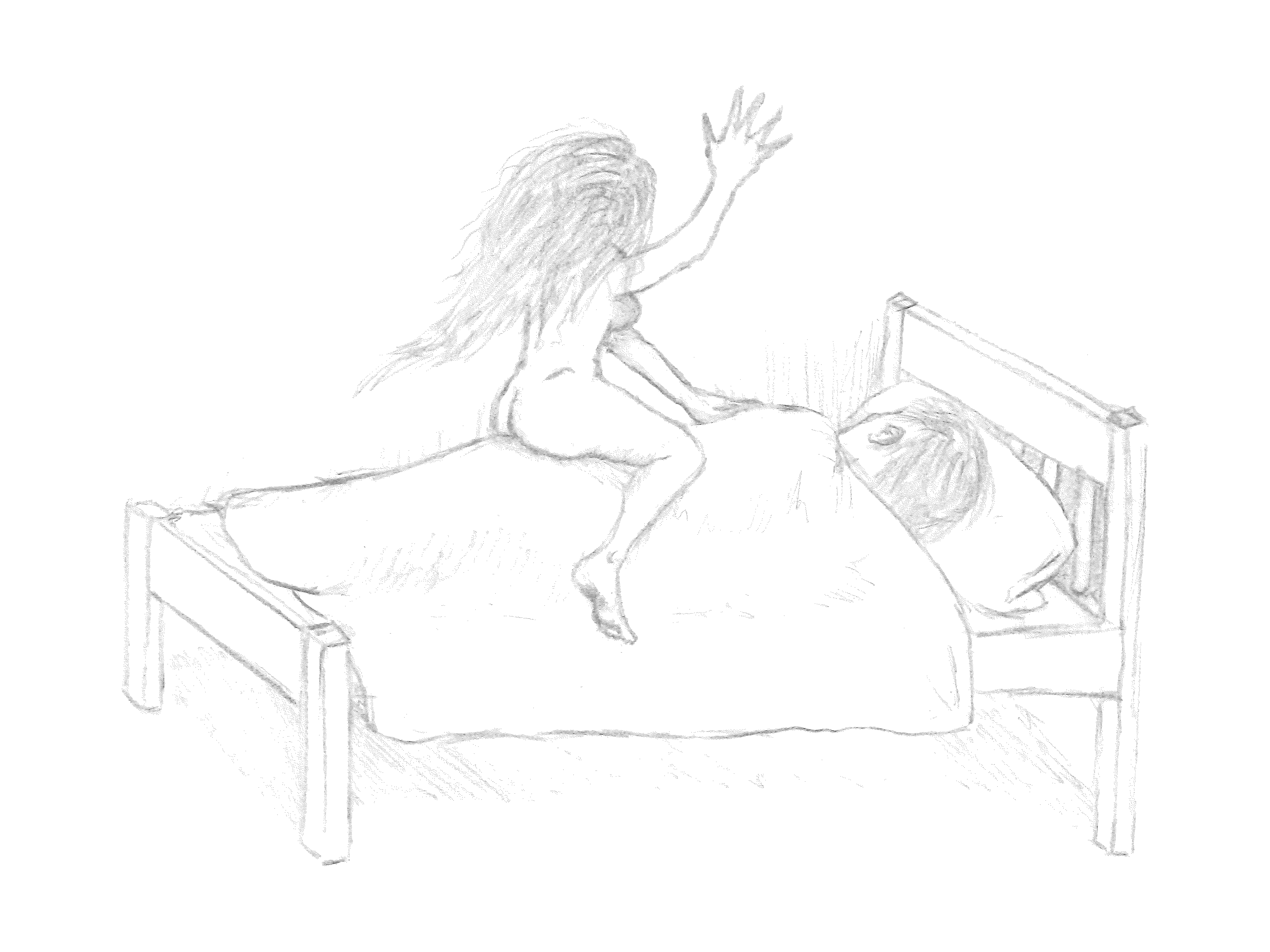
Marritt på sovande person.

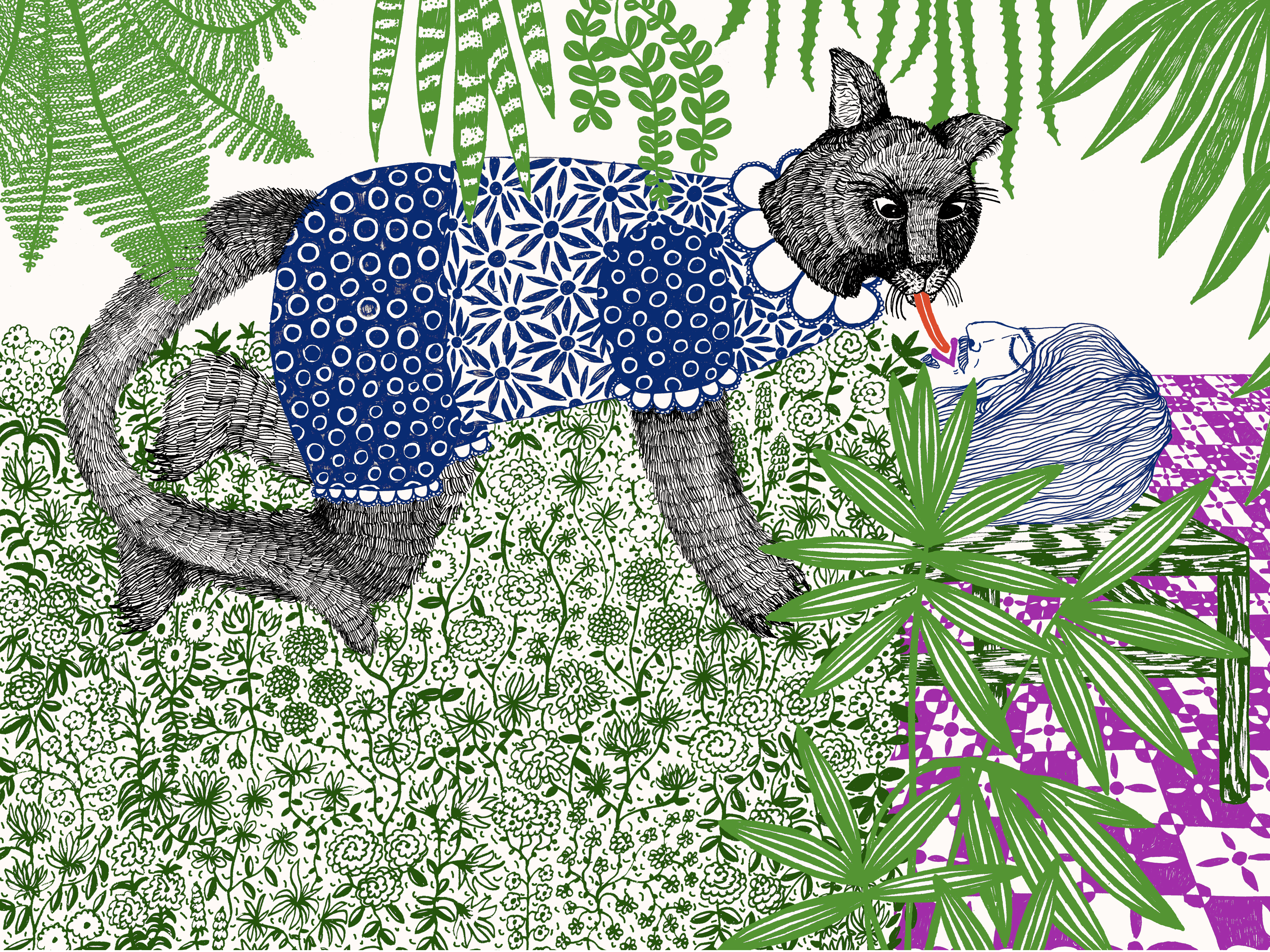
Mara i skepnad av en katt som kväver en sovande person, av Kasia Walentynowicz.

Mara eller nattmara är i folktron ett övernaturligt väsen som sades plåga sovande personer genom att sätta sig på deras bröst och "rida" dem (så kallad marritt), varvid en svår ångest- och kvävningskänsla uppstod. Även hästar och andra djur kunde angripas. Maran var vanligtvis ett kvinnligt väsen men uppträdde ofta i djurgestalt, särskilt som katt. Maran är omnämnd redan i Ynglingasagan från 1200-talet, och tron på dess existens levde kvar i vissa bygder in på 1900-talet.

## Etymologi
Etymologin för mara är okänd men det kan vara besläktat med märr, ”honhäst”, vilket stundom varit nedsättande. En annan betydelse för mara är elak avskyvärd kvinna eller häxa, särskilt i sammansättningen satmara.
Ordet mardröm (mar-dröm) kommer från maran. På danska och norska kallas mardröm istället för marritt (danska: mareridt, norska: mareritt) och på engelska nattmara (engelska: nightmare).

## Folktro
Maran sades ibland vara en människas ande, men behövde inte ha en människas gestalt, när den hemsökte folk om natten, utan kunde se ut som till exempel en katt, hund, apa, mus, fjäder eller garnnystan.
Ett sådant trolldomsväsen omtalas redan i de fornisländska sagorna och kallades där nattmaran.

## Legend
Det finns olika uppgifter om vad som gjorde människor till en mara, ibland på grund av avund eller för att en katt hoppat över ett odöpt barn.
I de gammaldanska landskapen (Skåne och Halland) skulle havande kvinnor få en lätt förlossning genom att tre gånger dra fosterhinnan från ett föl över huvudet. Eftersom det var en synd att ändra på naturens ordning måste det straffas. Om barnet efter födelsen visade sig vara en flicka, blev det därför en mara. Om barnet var en pojke blev det istället en varulv. Om den gravida kvinnan inte hade tillgång till en fölhinna kunde hon i stället krypa genom en hästsele. Maran troddes då kunna "rida" inte bara människor utan också hästar, vars manar hon gärna sammantrasslade till martovor, ibland kallat marafläta eller marlock. I Västerbotten trodde man att om födelsen ägde rum i "otid", det vill säga mellan klockan 00.00 och 01.00, och det blev en flicka, så blev flickan en mara.
När en till mara förtrollad flicka sov, intog hon en maras skepnad och gav sig då ut på strövtåg i natten. I Norden tänkte man sig maran i form av en kvinna som smyger sig in i sovrummet genom nyckelhålet eller minsta lilla springa, och sedan sätter sig grensle över en sovande mans bröst som då "rides av maran". Mannen blir då förlamad och kan inte röra sig.
Ibland avsågs med maran Lilit, skogsråets mor, och ibland ansågs det vara vissa kvinnor, som under natten – ofta ovetande eller mot sin egen vilja – blev maror. Eftersom maran inte kunde komma upp i sängen till den sovande utan att först stiga i hans fotbeklädnad, bjöd försiktigheten att man helst skulle ställa sina skor under sängen med tåspetsarna utåt.
En mara kunde också sätta sig att rida på ett träd i skogen. Trädet stannade då i växten och dess grenar tovade ihop sig till något som kallas marakaust i Blekinge, markåst i Småland, markvast på Gotland och markvist i Södermanland. På västerbottniska kallas sammanväxta trädkronor môrutull, då mara där heter môru.
Även ”martall” och ”marträd” är begrepp som förekommer. De växer ofta knotigt, på otillgängliga platser. Marträden hävdades förr kunna ha magiska egenskaper, som till exempel att bota tandvärk. Den som fällde ett sådant träd sades då dra på sig allt som härbärgerades i trädet. Till exempel tandvärken, som tidigare avlägsnats från någon annan.

## Fördrivning av maran
Man kan befria en person från maran genom att tvinga maran till skogen. Man tar då en gren från ett träd med en markvast, eller en bräda man sågat ur ett fällt sådant träd, och lägger detta i sängen hos den sovande, så flyttar maran dit, och den sovande får ro.

## Marlockar och markvastar i sinnevärlden

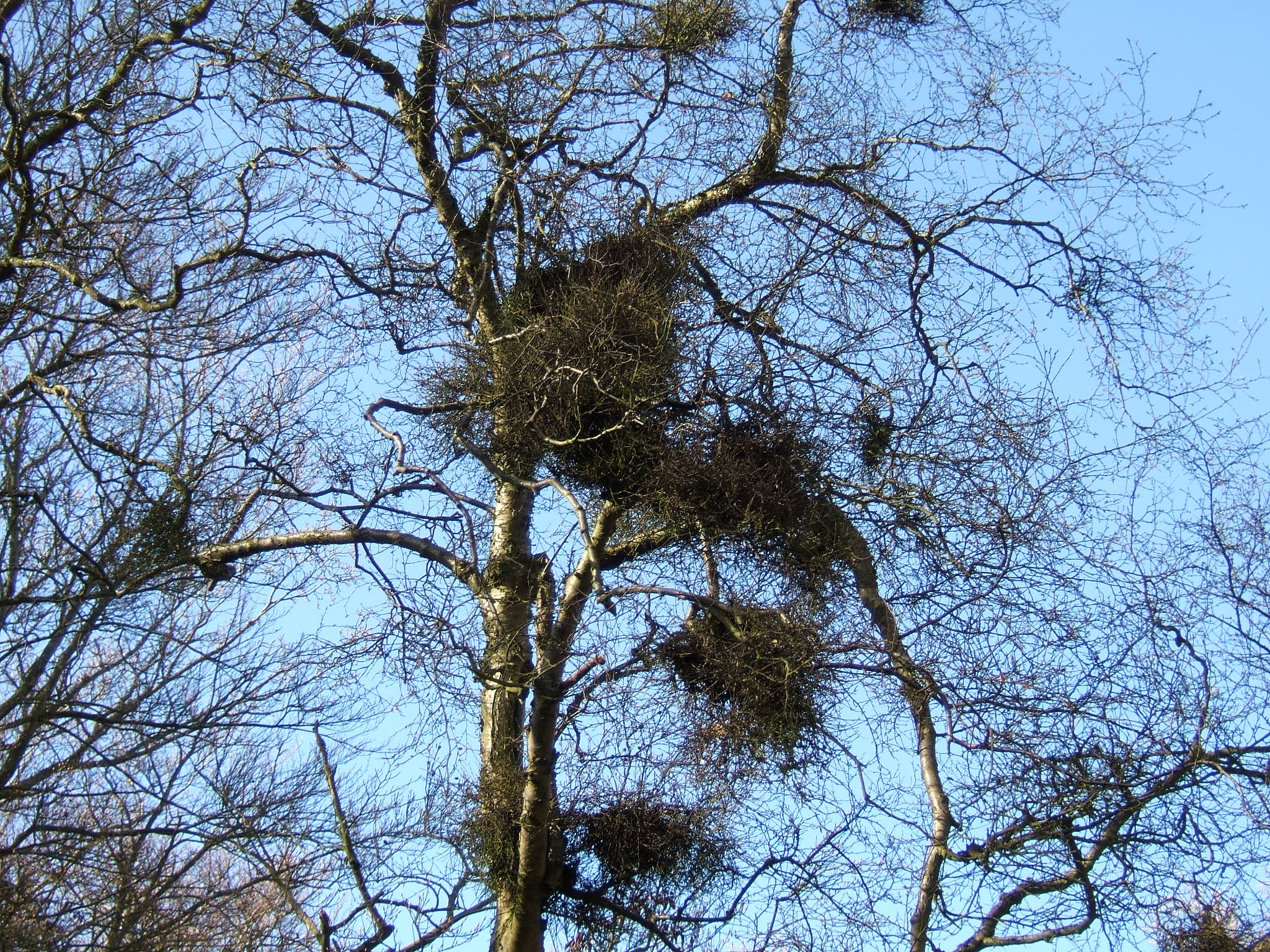
"Häxkvastar" i en glasbjörk, täta risklumpar som orsakas av ett svampangrepp.

Även människor bar marlockar; under 1600-talet blev det till och med mode att bära sådana flätade "kärlekslockar", som ansågs lyckobringande och skulle skydda mot sjukdom. Kung Kristian IV av Danmark bar till exempel en sådan på vänstra sidan av huvudet. Tron på dessa marlockars betydelse, som antyddes i en svensk bok redan på 1300-talet ("Själinna thröst"), fortlevde hos allmogen ännu vid mitten av 1700-talet. Slutligen var det maran, som ansågs orsaka de så kallade markvastarna; ett slags knutar på gran, tall och björk; ibland även på en del andra träd, som uppkommer genom att en gren växer ihop till en tät risklump. Maran sades ha ett särskilt nöje av att rida på en sådan "kvast", och hon skulle för sin ritt använt denna älsklingsfåle hellre än hästen. Därför kunde man förr på vissa gårdar få se en markvast uppspikad i stallet över en spilta för att hästen skulle få gå fri från den besvärliga ryttarinnan.

## Överförda bemärkelser
- Mara kallades förr en känsla av kvävning, beklämning eller tryckande tyngd över bröstet, som kan uppkomma under sömn. Den medför ofta ett häftigt uppvaknande med ängslan och oro. Orsakerna kan vara många, ibland allvarliga, såsom hjärtsjukdomar, matsmältningsrubbningar, men ibland kan symptomet vara rent stressrelaterat och sågs t.ex. förr som ett uttryck för det man kallade neurasteni.
- Ett herpesangrepp med blåsor som plötsligt uppstår på läpparna kallas markyss.
- Hemska drömmar kallas mardrömmar.
- En ilsken och elak kvinna kan kallas satmara.